# سنت-فلیسیته (شودییر-آپالاش)
سنت-فلیسیته، شودییر-آپالاش  (به فرانسوی: Sainte-Félicité) شهری در منطقه شهری لیزله ناحیه شودییر-آپالاش در استان کبک کانادا است. در سرشماری سال ۲۰۱۱ این شهر ۴۳۱ نفر جمعیت داشته‌است و مساحت آن ۹۵٫۸۲ کیلومتر مربع است.